# Dienstbahn der Internationalen Rheinregulierung
| Lokomotive Nummer 5 Höchst der Dienstbahn, um 1900 |                     |                                             |                                             |
| Streckenlänge: | 25 km               |                                             |                                             |
| Spurweite: | 750 mm (Schmalspur) |                                             |                                             |
| Stromsystem: | 750 V =             |                                             |                                             |
| |                     |                                             |                                             |
| \| \| \| Mündung des Rheins in den Bodensee \| \| \| \| \| Rheinmündung/Hohentwielsteg \| \| \| \| \| Schleienlöcher \| \| \| \| \| Lustenau Werkhof \| \| \| \| \| Bahnstrecke St. Margrethen–Lauterach \| \| \| \| \| Wiesenrainbrücke \| \| \| \| \| Lustenau Wiesenrain \| \| \| \| \| Steinbruch Unterklien \| \| \| \| \| Widnau Habsburg \| \| \| \| \| Rheinunternehmen Widnau \| \| \| \| \| Straßenbahn Heerbrugg–Diepoldsau (bis 1956) \| \| \| \| \| Kriessern \| \| \| \| \| \| \| \| \| \| Steinbruch Kadelberg Koblach \| \| \| \| \| Steinbruch Kolbenstein Montlingen \| \| \| \| \| \| \| |                     |                                             |                                             |
| |                     | Mündung des Rheins in den Bodensee          |                                             |
| Strecke (außer Betrieb) · Dienststation / Betriebs- oder Güterbahnhof |                     | Rheinmündung/Hohentwielsteg                 | Rheinmündung/Hohentwielsteg                 |
| Strecke (außer Betrieb) · Dienststation / Betriebs- oder Güterbahnhof |                     | Schleienlöcher                              | Schleienlöcher                              |
| Strecke (außer Betrieb) · Dienststation / Betriebs- oder Güterbahnhof |                     | Lustenau Werkhof                            | Lustenau Werkhof                            |
| Kreuzung geradeaus unten (Strecke geradeaus außer Betrieb) · Strecke unter Wasserlauf Anfang Hochstrecke, Ende Hochstrecke und quer · Kreuzung geradeaus unten |                     | Bahnstrecke St. Margrethen–Lauterach        | Bahnstrecke St. Margrethen–Lauterach        |
| Abzweig ehemals geradeaus und von links · Abzweig geradeaus und von rechts |                     | Wiesenrainbrücke                            | Wiesenrainbrücke                            |
| Strecke · Betriebs-/Güterbahnhof Strecke ab hier außer Betrieb |                     | Lustenau Wiesenrain                         | Lustenau Wiesenrain                         |
| Strecke · Betriebs-/Güterbahnhof Streckenende (Strecke außer Betrieb) |                     | Steinbruch Unterklien                       | Steinbruch Unterklien                       |
| Dienststation / Betriebs- oder Güterbahnhof |                     | Widnau Habsburg                             | Widnau Habsburg                             |
| Dienststation / Betriebs- oder Güterbahnhof |                     | Rheinunternehmen Widnau                     | Rheinunternehmen Widnau                     |
| Kreuzung mit U-Bahn (Querstrecke außer Betrieb) |                     | Straßenbahn Heerbrugg–Diepoldsau (bis 1956) | Straßenbahn Heerbrugg–Diepoldsau (bis 1956) |
| Dienststation / Betriebs- oder Güterbahnhof |                     | Kriessern                                   | Kriessern                                   |
| Abzweig ehemals geradeaus und nach links · Strecke von rechts (außer Betrieb) |                     |                                             |                                             |
| Strecke (außer Betrieb) · Betriebs-/Güterbahnhof Streckenende |                     | Steinbruch Kadelberg Koblach                | Steinbruch Kadelberg Koblach                |
| Betriebs-/Güterbahnhof Streckenanfang und quer (Strecke außer Betrieb) · Abzweig geradeaus und nach rechts (Strecke außer Betrieb) |                     | Steinbruch Kolbenstein Montlingen           | Steinbruch Kolbenstein Montlingen           |
| |                     |                                             |                                             |

Die ehemalige Dienstbahn der Internationalen Rheinregulierung ist eine teilweise elektrifizierte Schmalspurbahn in Österreich und der Schweiz. Sie wurde für die Internationale Rheinregulierung (IRR) erbaut, wird seit 2008 vom Verein Rhein-Schauen betrieben und wird heute nur noch in Österreich als Museumsbahn genutzt.

## Geschichte
Der Staatsvertrag von 1892 zwischen der Schweiz und Österreich über die Regulierung des Alpenrheins hatte 1895 die Errichtung einer Dienstbahn der Internationalen Rhein-Regulierungs-Kommission (IRRK) zur Folge. Als Spurweite wurde 750 Millimeter gewählt, um die Bahn kompatibel mit einer durch die sanktgallische Rheinkorrektion betriebenen Rollbahn zu machen. Die Strecke der Bahn hat sich im Laufe der fortschreitenden Regulierung des Rheins verändert, teilweise wurden auch alte Streckenteile abgebaut und das Gleismaterial zur Erschließung neuer Streckenabschnitte verwendet. Zuletzt führte die Strecke über circa 33 Kilometer vom Gelände des Steinbruches Kadelberg in Koblach (Österreich), wo das Material für Bau und Ausbesserung des Rheindammes gewonnen wurde, linksrheinisch über Widnau (Schweiz) und rechtsrheinisch über Lustenau (Österreich), wo sich der Werkhof der Rheinbauleitung befindet.
Die erste elektrische Lokomotive wurde 1946 in Dienst gestellt. Um 1950 war beinahe das gesamte Netz elektrifiziert. Die Dienstbahn bewältigte täglich eine Fördermenge von 400 Tonnen Steinbruchmaterial. Insgesamt wurden den Steinbrüchen der Internationalen Rheinregulierung zwei Millionen Tonnen Gestein entnommen und mit der Dienstbahn abtransportiert.
Am 1. Jänner 2008 übernahm der Verein Rhein-Schauen, der zuvor schon die Fahrten mit einer Museumsbahn auf der Strecke angeboten hatte, den gesamten Betrieb der Bahn.
Anfang 2012 wurden Teile der 1948 in Betrieb genommenen Rheinbrücke nahe dem Zollamt Kriessern (Nähe Mäder) demontiert. Seither ist der Streckenabschnitt zwischen der Rheinbrücke und dem Steinbruch Kadelberg (Koblach) vom übrigen Netz der Dienstbahn abgeschnitten. Ein diskutierter Wiederaufbau wurde zugunsten eines möglichst großen Querschnittes des Flussbettes verworfen. Im März 2020 hob eine Schweizer Firma die beiden den Strom überspannenden, jeweils 70 t schweren Stahlfachwerkträger mit einem Raupenkran Liebherr LR 11000 von den Pfeilern, welche anschließend ebenfalls abgebaut wurden.
Aufgrund von Korrosionsschäden ist die Wiesenrainbrücke zwischen Lustenau und Widnau seit dem 1. März 2024 nur noch eingeschränkt nutzbar.  Fahrten der Dienstbahn über die Brücke sind seither nicht mehr möglich.

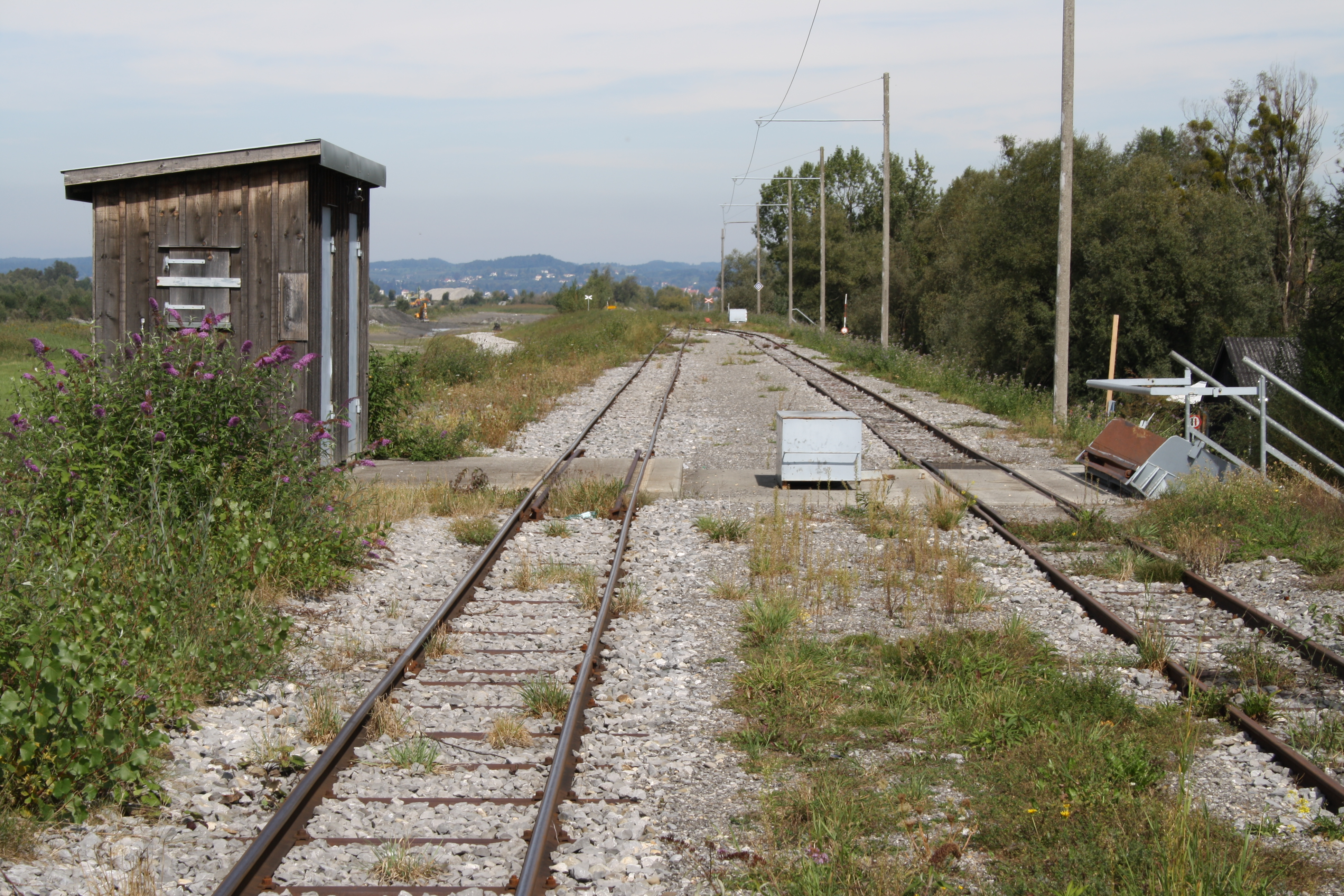
Rechtsrheinische Strecke bei Hard, Schuurutsche, Blick nach Norden
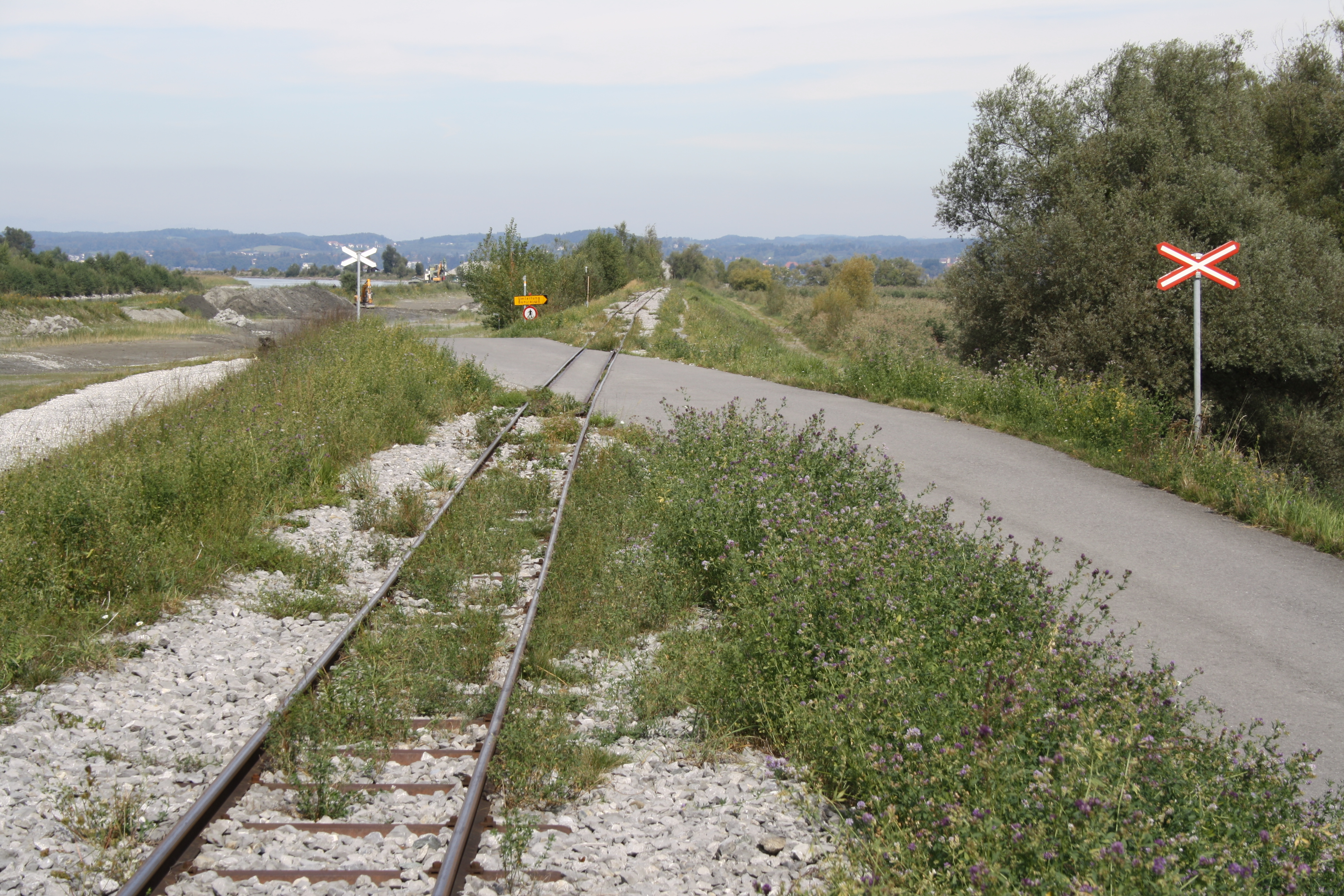
Bahnübergang bei Hard kurz vor dem Streckenende, Blick nach Norden
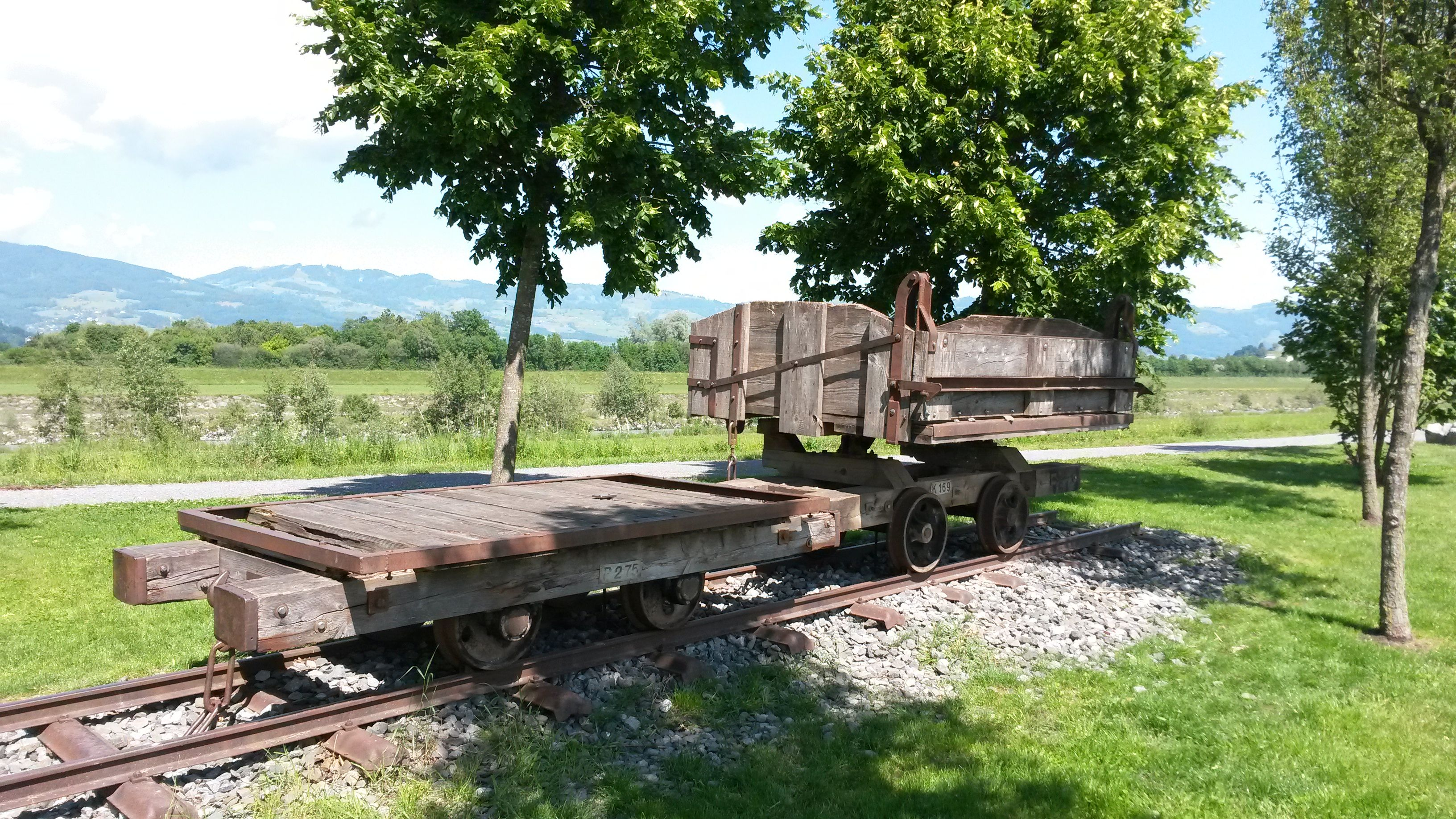
Zwei Güterwagen bei Koblach: Flachwagen, einseitiger Schüttwagen
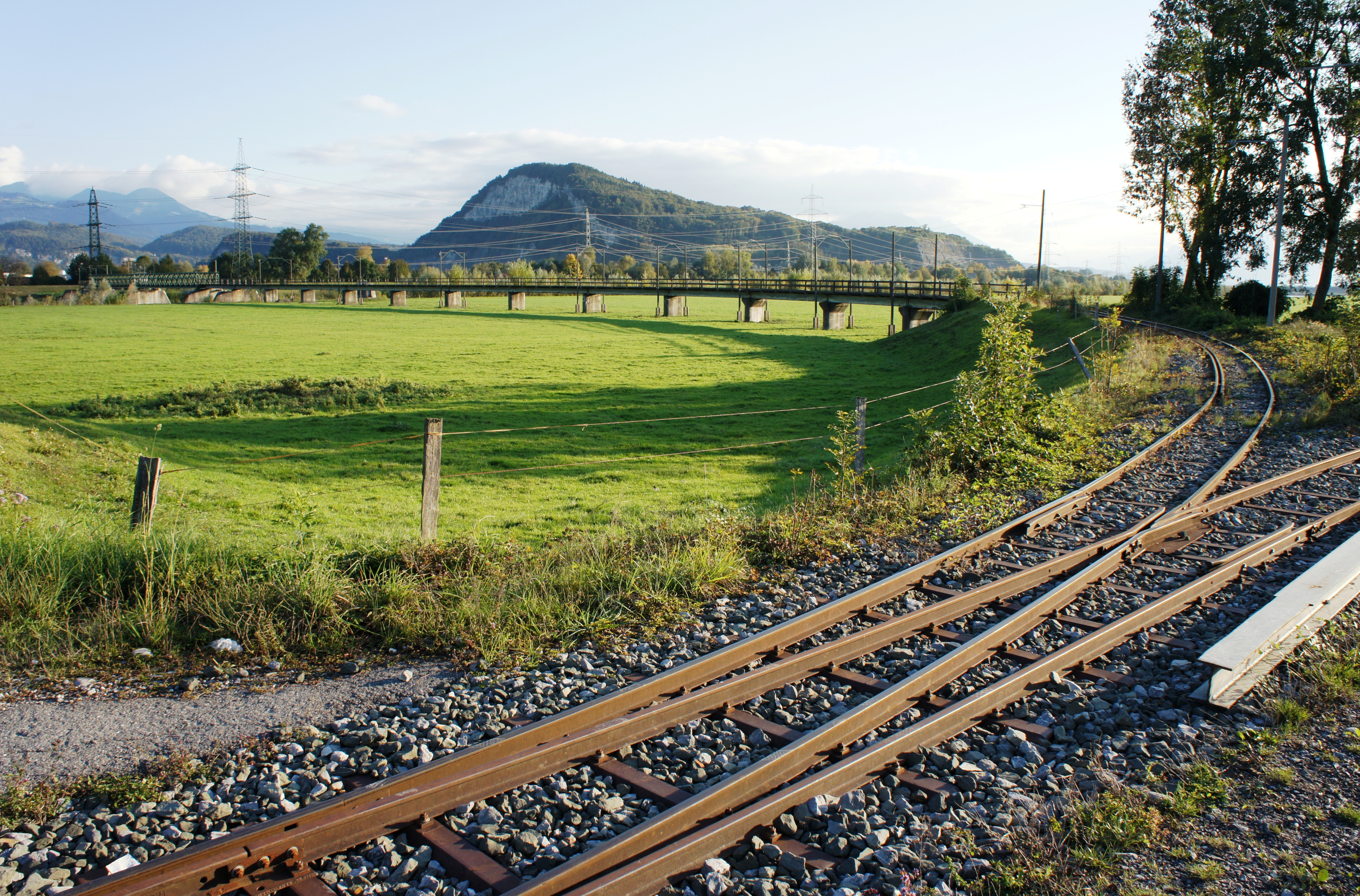
Die Strecke zwischen Kriessern und Mäder (Oktober 2011) – Die Brücke ist seit März 2020 vollständig abgebaut. Die Pfeiler sind noch teilweise vorhanden.
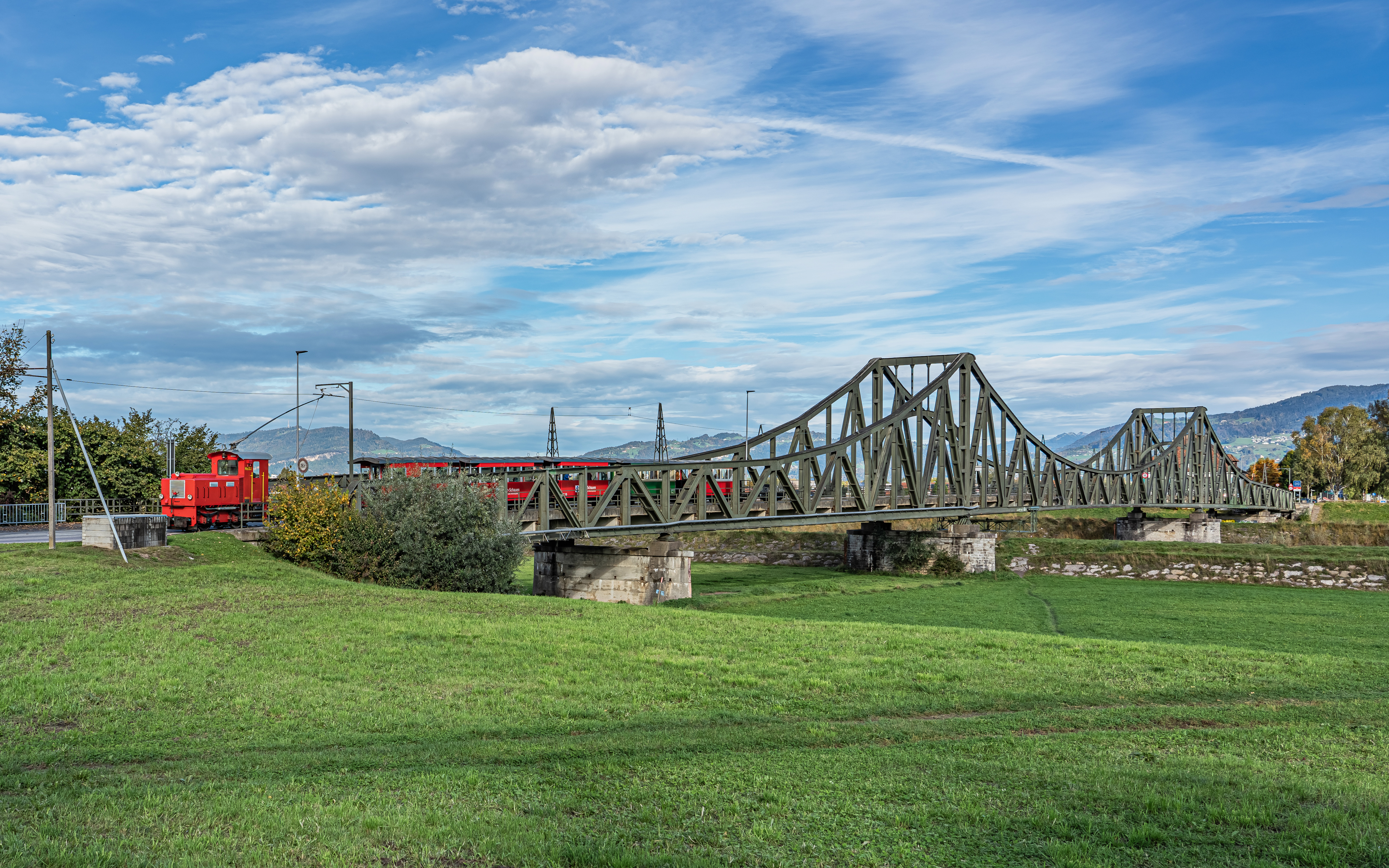
Wiesenrainbrücke über den Rhein zwischen Lustenau (Österreich) und Widnau (Schweiz)

## Fahrzeuge

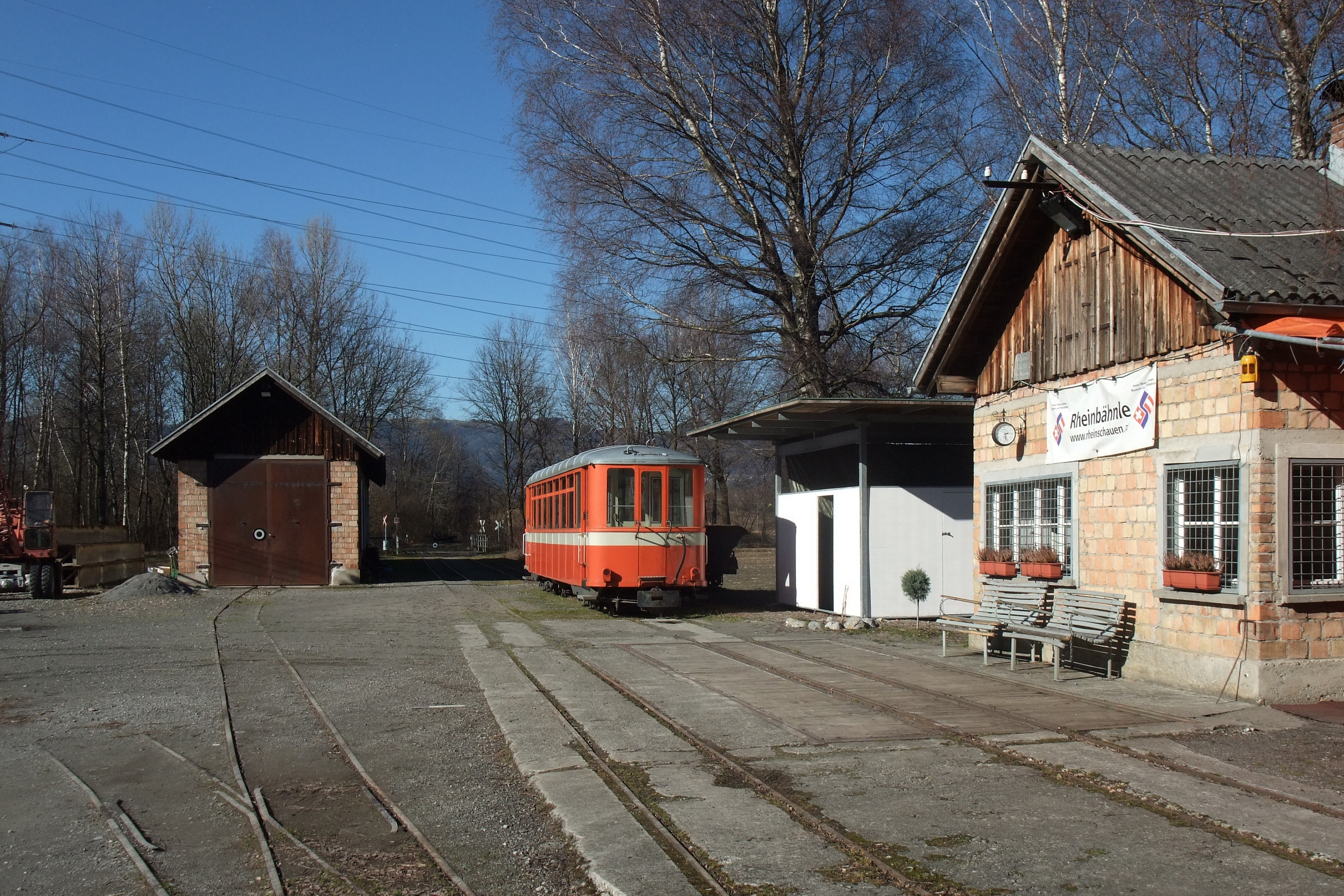
Von der Trogenerbahn erworbener Personenwagen in oranger VST-Einheitslackierung, ehemals TL

Der Fuhrpark umfasst heute fünf Diesellokomotiven (20 bis 100 PS), drei dieselelektrische Lokomotiven (zwei davon mit 90 PS Leistung, eine mit 53 PS Leistung) und zwei Dampflokomotiven für den Museumsbetrieb, die 1920 bei Maffei gebaute Liesl mit 90 PS und die 80 PS leistende Widnau, ehemals St. Gallen, Baujahr 1910, von der Arnold Jung Lokomotivfabrik. Die ersten in Dienst gestellten Dampflokomotiven waren in den Jahren 1896 und 1897 Lokomotiven der Lokomotivfabrik Krauss & Comp. Die erste Benzin-Lokomotive war 1911 ein Fabrikat der Gasmotoren-Fabrik Deutz.
- Elektro-Diesel-Lokomotive HEIDI, 1946 gebaut von Stadler / BBC, 90 PS, 13 t
- Elektro-Diesel-Lokomotive ELFI, 1958 gebaut bei Gebus / IRR, 53 PS, 10 t
- Diesellokomotive JUNO, Baujahr 1950, 42 PS, 7 t
- Diesellokomotive MIKI, Baujahr 1951, 42 PS, 7 t
- Auf der Basis einer Dampflokomotive entstand 1950 bei der IRR die Diesellok RHEIN: 45 PS, 4 t[3]
- Im kleinen Museum des Werkhofs Lustenau steht die Diesellokomotive WALD, 1939 bei Orenstein & Koppel gebaut: 20 PS, 4 t
- Die Diesellokomotive 2610 (Demag Typ ML100) wurde 1940 an die Vorarlberger Illwerke geliefert und kam 1997 zur IRR

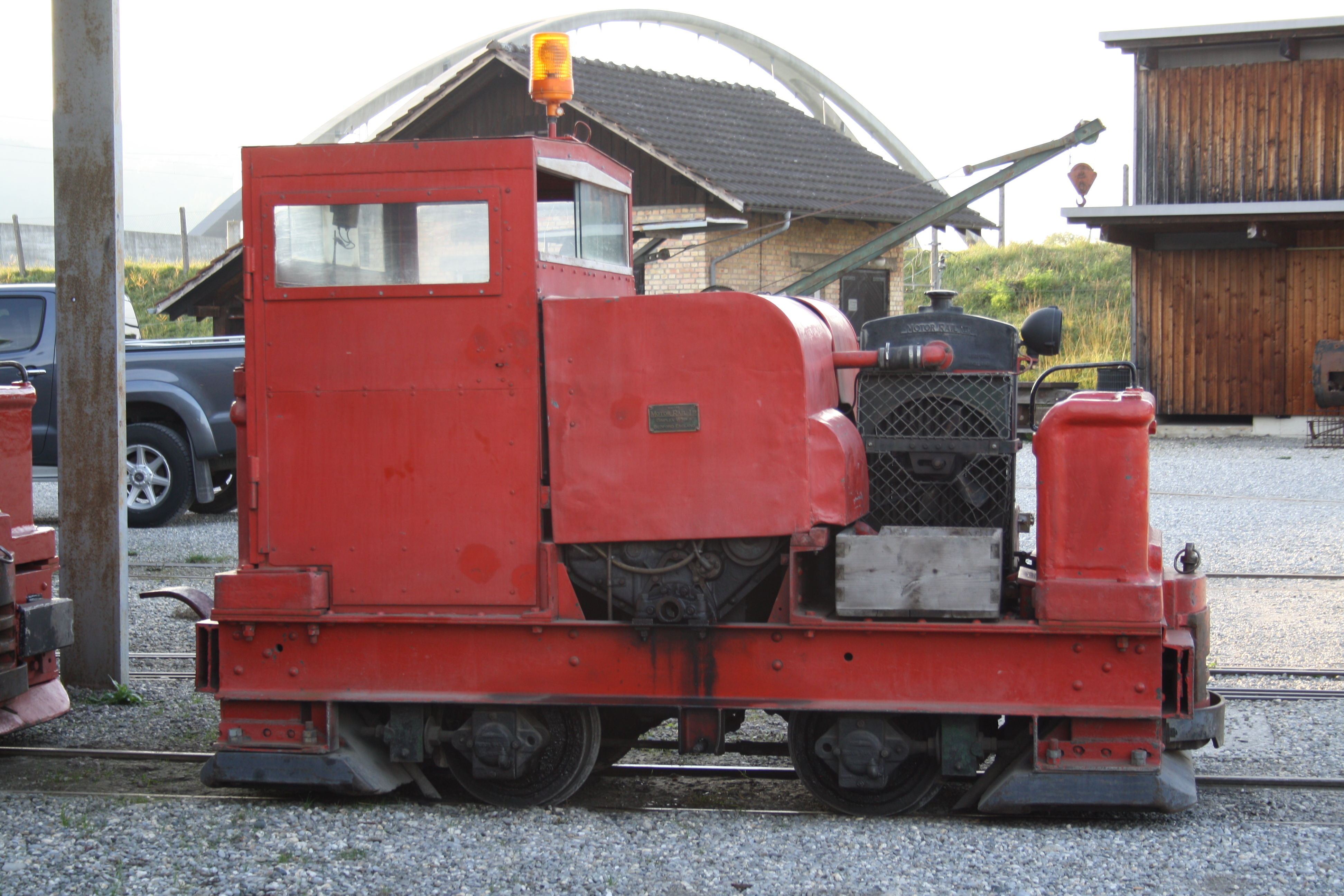
Diesellokomotive MIKI
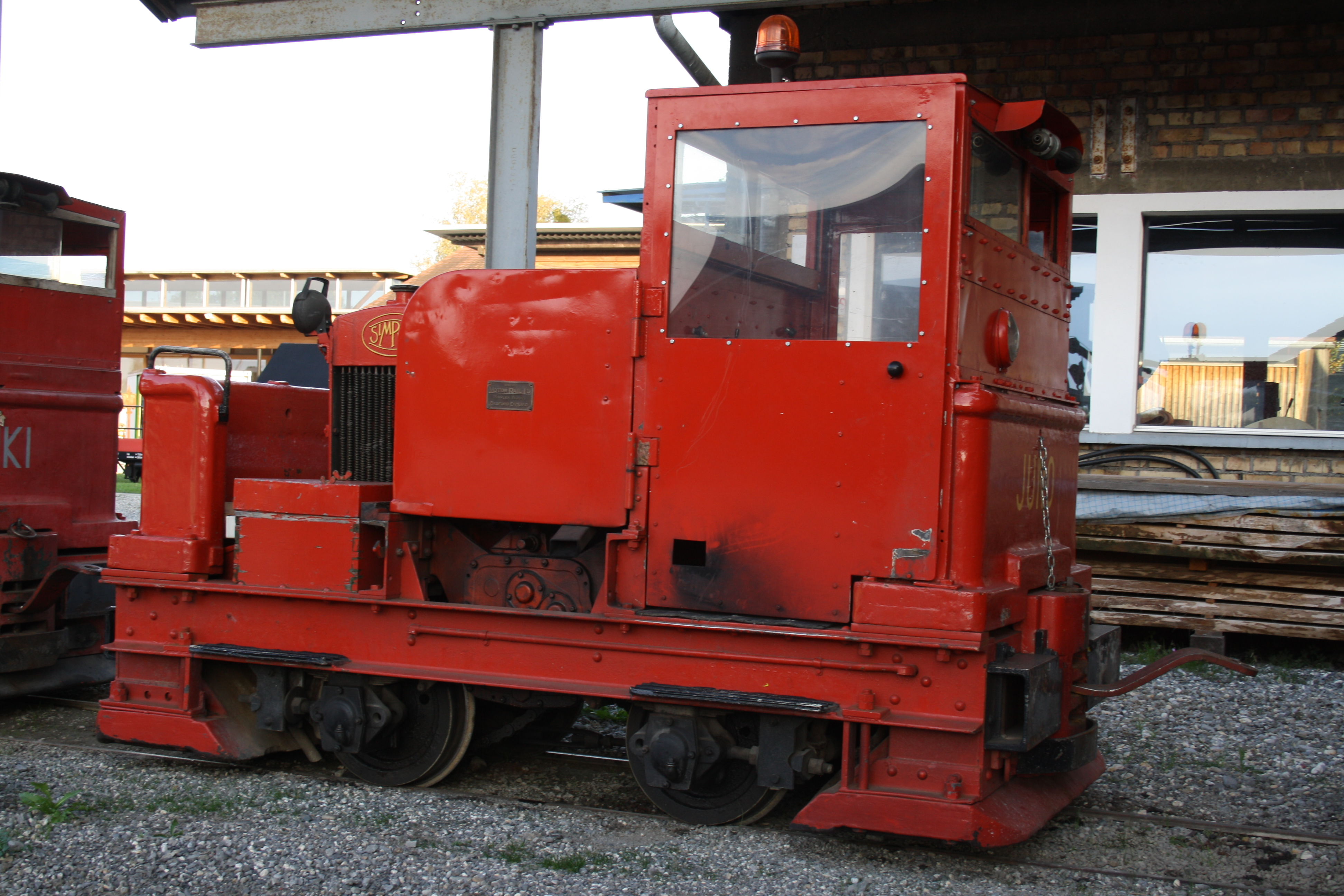
Diesellokomotive JUNO
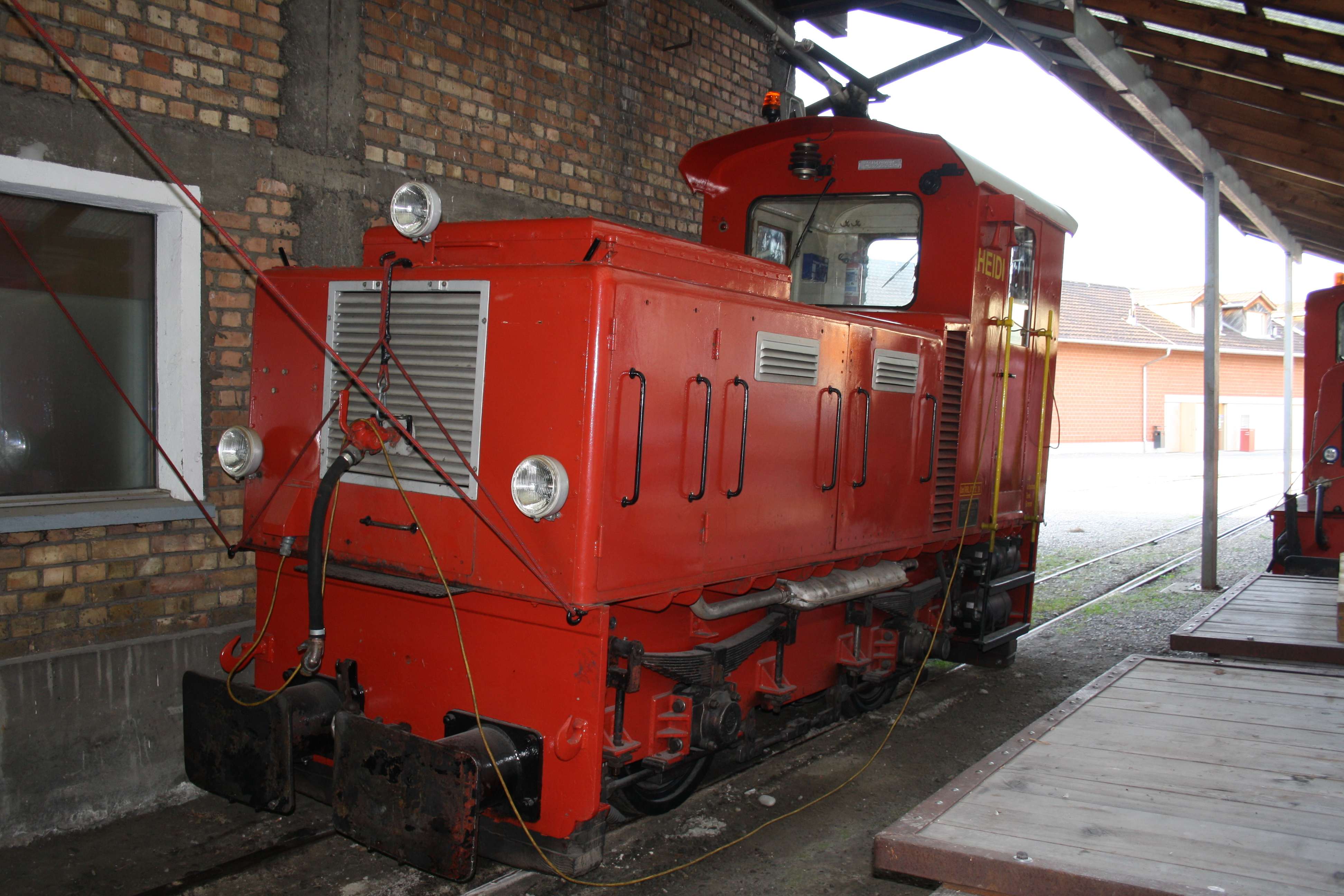
Elektro-Diesel-Lokomotive HEIDI
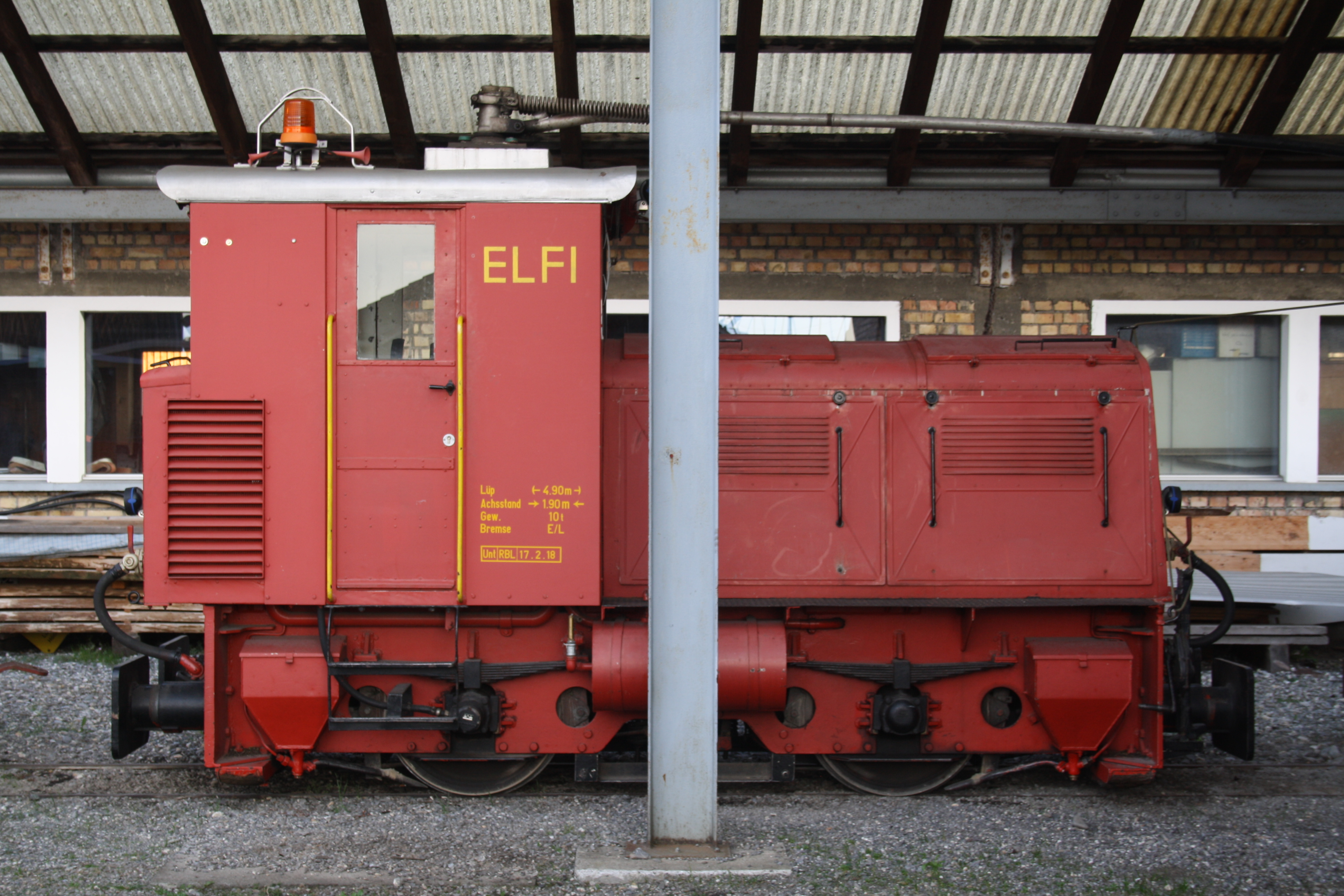
Elektro-Diesel-Lokomotive ELFI
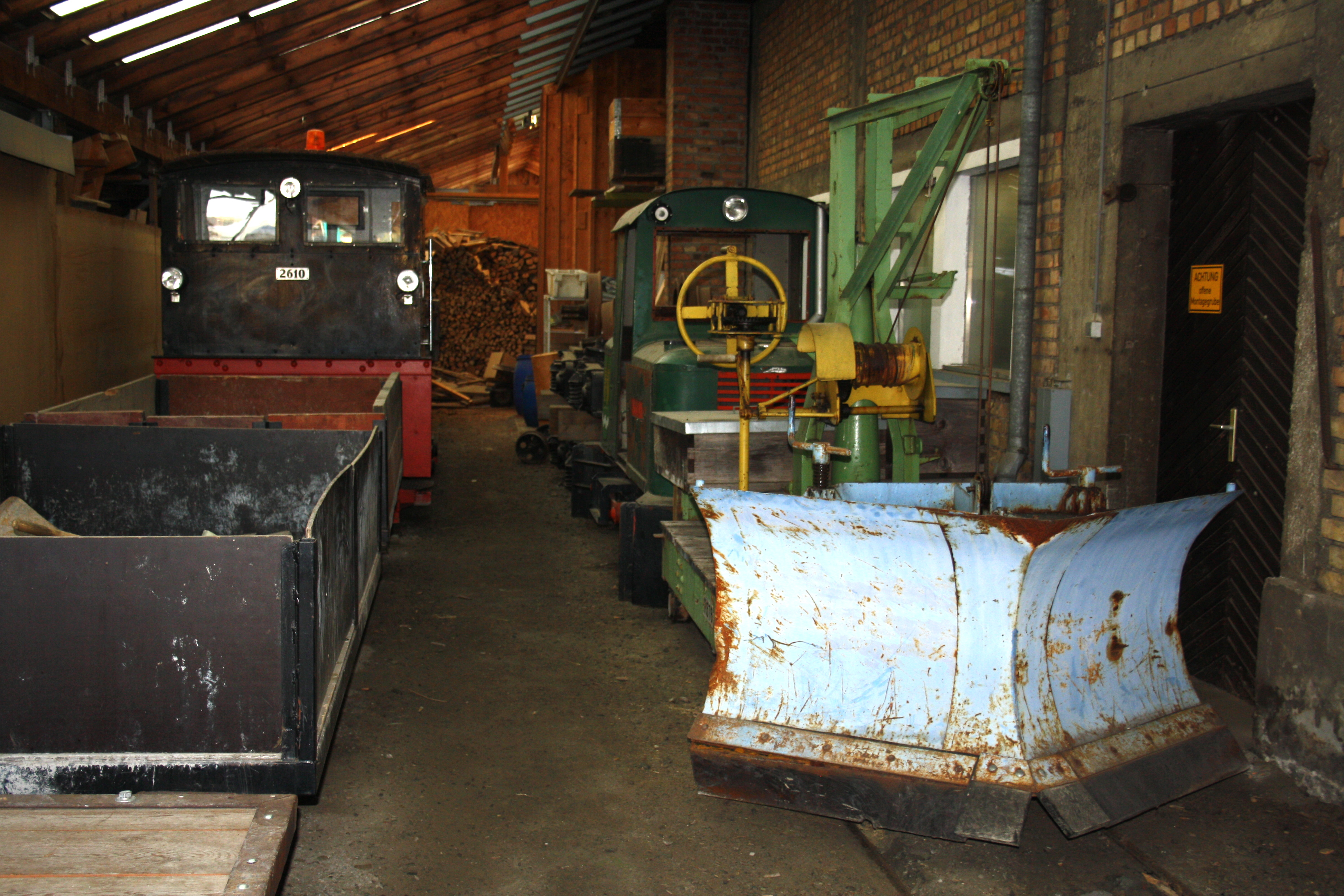
Fahrzeuge der IRR im Werkhof Lustenau mit den Lokomotiven 2610 (links) und RHEIN

Von der Trogenerbahn wurden die Personenwagen 11–13 übernommen. Die 1954/55 gebauten Fahrzeuge stammen ursprünglich von den Transports publics de la région lausannoise (TL), sie sind 13,54 m lang und weisen 32 Plätze auf. 2014 waren nach Umspurung zwei davon als B1 und B2 im Einsatz, der dritte stand im Umbau.

## Museumsbetrieb

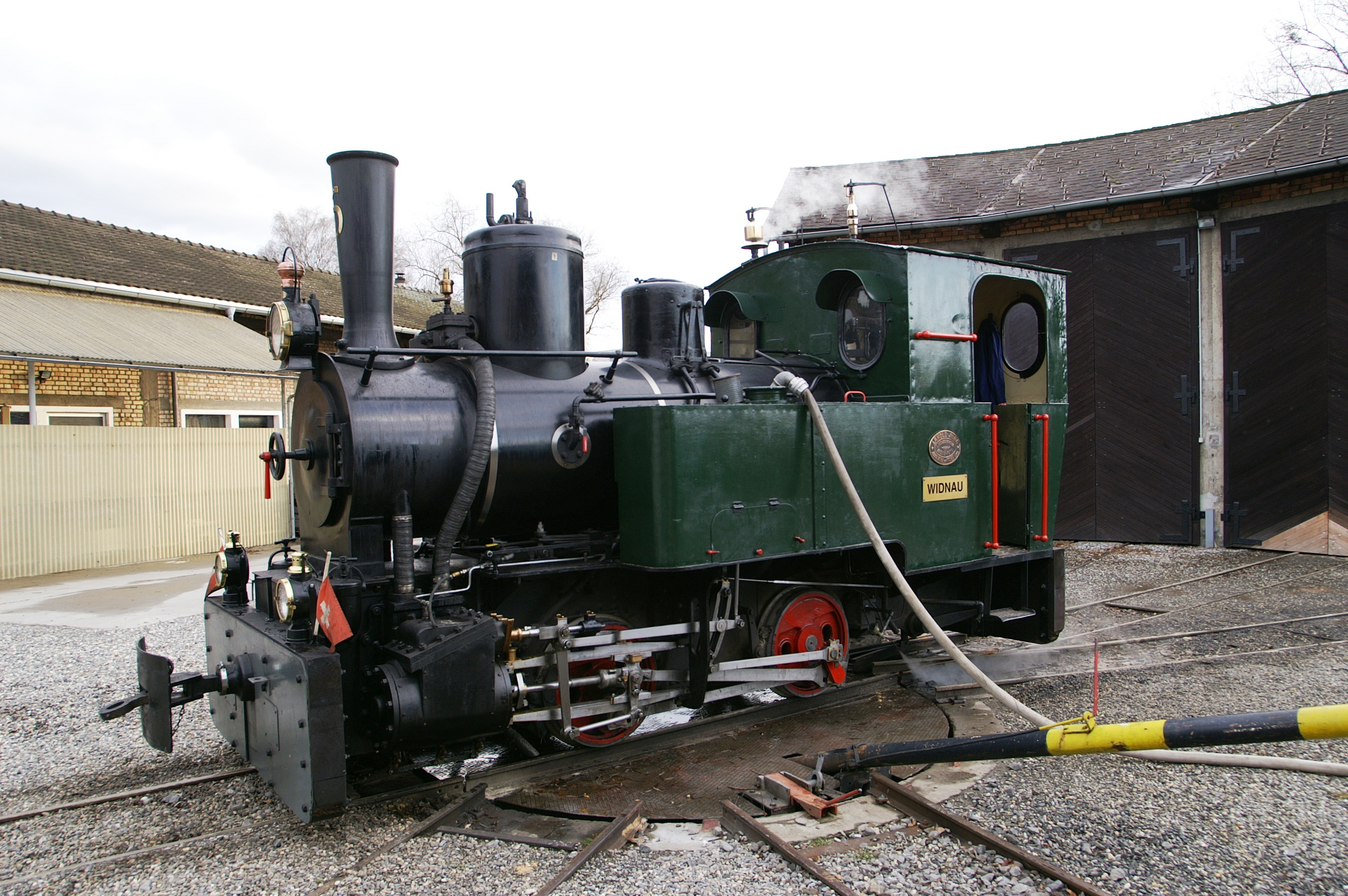
Dampflokomotive Widnau, stationiert in Lustenau beim Befüllen mit Wasser

Maffei-Lokomotive, als Denkmal in Lustenau aufgestellt (1987)

Die Museumsbahn des Vereins Rheinschauen (Museum Rheinschauen in Lustenau) wird mit Dampf- und Elektrolokomotiven der IRR und ehemaligen Personenwagen der Steyrtalbahn sowie Eigenbauten auf von Schmalspurbahnen der Steiermärkischen Landesbahnen stammenden Güterwagenfahrgestellen betrieben. Die Fahrten starten alle beim Museum in Lustenau und führen rechtsrheinisch zur Rheinmündung oder linksrheinisch nach Widnau beziehungsweise auf Bestellung bis Kriessern. Weiters werden Sonder- und Erlebnisfahrten kombiniert mit der Bodenseeschifffahrt angeboten.
Im Frühling 2021 wurden Pläne bekannt, den Rhein zu renaturieren und die aktuelle Anlage der Rheindämme maßgeblich anders zu gestalten. Da die Rheindämme die Trasse der Dienstbahn tragen, ist der Museumsbetrieb stark gefährdet.

## Weitere Artefakte

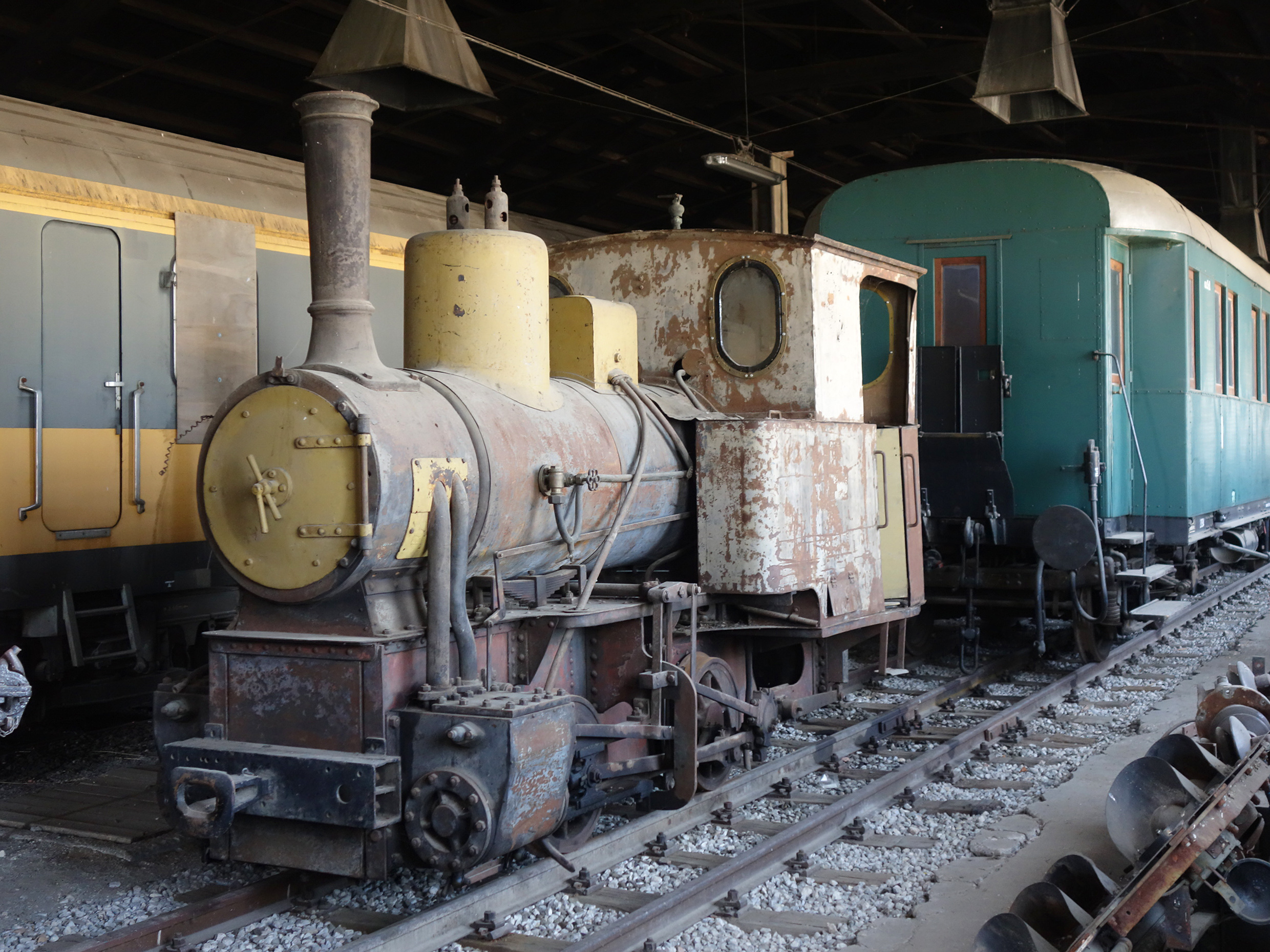
O&K-Lokomotive "Steffi" im Depot des Technischen Museums Wien

Das Technische Museum Wien besitzt eine O&K-Dampflokomotive der Rheinregulierungsbahn. Diese ist derzeit (2024) nicht ausgestellt, sondern befindet sich in einem Museumsdepot.

## Vorfälle und Unfälle
Bei einer Probefahrt eines Personenzugs ohne Fahrgäste am 19. Mai 2018 entgleiste im Abschnitt zwischen ehemaliger Rheinbrücke und dem Steinbruch Kadelberg eine Garnitur der Bahn mitsamt zwei Wagen. Laut Polizei dürften unbekannte Täter im Laufe der Woche zuvor eine Weichenklammer der Gleisanlage bei Mäder entfernt haben.